# Stenocrobylus cinnabarinus
Stenocrobylus cinnabarinus är en insektsart som beskrevs av Willy Adolf Theodor Ramme 1929. Stenocrobylus cinnabarinus ingår i släktet Stenocrobylus och familjen gräshoppor. Inga underarter finns listade i Catalogue of Life.